# Xico (Veracruz)
Xico – miasto w Meksyku, w stanie Veracruz.